# Kairat Yeraliyev
Kairat Yeraliyev (en kazajo: Қайрат Ерәлиев; Shymkent, URSS, 8 de noviembre de 1990) es un deportista kazajo que compite en boxeo.
Ganó dos medallas en el Campeonato Mundial de Boxeo Aficionado, oro en 2017 y bronce en 2013, ambas en el peso gallo.

## Palmarés internacional
| Campeonato Mundial | Campeonato Mundial  | Campeonato Mundial | Campeonato Mundial |
| Año                | Lugar               | Medalla            | Categoría          |
| ------------------ | ------------------- | ------------------ | ------------------ |
| 2013               | Almaty (Kazajistán) | Medalla de bronce  | 56 kg              |
| 2017               | Hamburgo (Alemania) | Medalla de oro     | 56 kg              |